# Argyra robinsoni
Argyra robinsoni är en tvåvingeart som beskrevs av Grichanov 1998. Argyra robinsoni ingår i släktet Argyra och familjen styltflugor.
Artens utbredningsområde är Kenya. Inga underarter finns listade i Catalogue of Life.